# 佐里亞涅 (梅若瓦區)
48°29′50″N 36°49′47″E / 48.49722°N 36.82972°E
佐里亞涅（烏克蘭語：Зоряне），是烏克蘭中部的村莊，隸屬第聶伯羅彼得羅夫斯克州的錫內利尼科韋區。該村距離馬利伊夫西克和澤列涅2.5公里，海拔高度161米。